# Stomaverzorging

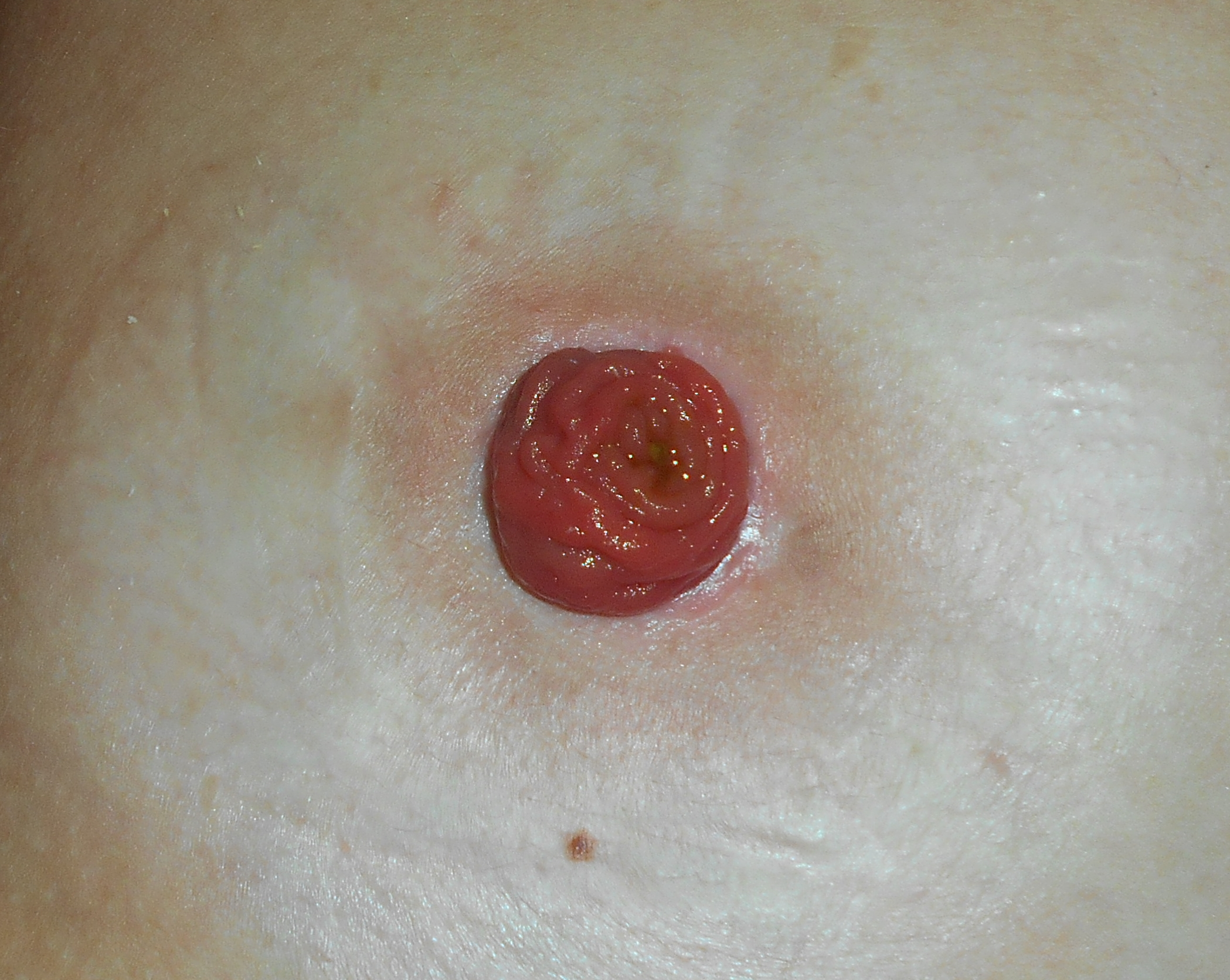
Ileostoma

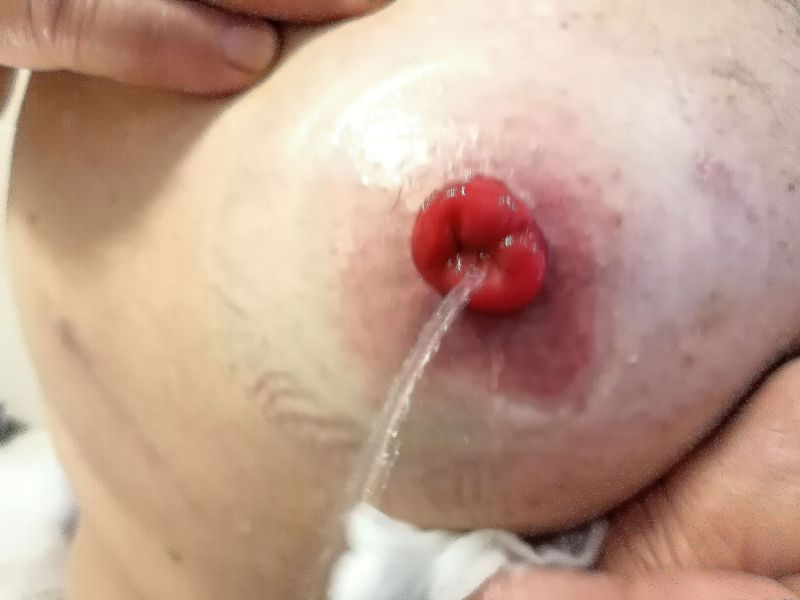
Urostoma

Stomaverzorging is het zo hygiënisch mogelijk omgaan met een stoma zodat deze in optimale toestand blijft of komt, en ontstekingen en huidaandoeningen worden voorkomen. Een stoma wordt meestal door de stomapatiënt zelf verzorgd. Indien dat noodzakelijk is, wordt de stoma door een verpleegkundige, verzorgende of stomaverpleegkundige verzorgd.

## Soorten
Er worden in de geneeskunde verschillende soorten stoma's onderscheiden:
- Colonstoma, een stoma van het colon (dikke darm);
- Galstoma of leverstoma, een stoma van de galwegen;
- Ileostoma, een stoma van het ileum (deel van de dunne darm);
- Urostoma of urinestoma, een stoma van de urinewegen;
- Tracheostoma, een stoma van de luchtpijp.

## Colon-, ileo- en urostoma

### Opvangsystemen
Om de uitscheidingsstoffen van het lichaam die uit de stoma komt op te vangen, zit er om elke stoma een opvangsysteem. Dit is een soort plastic zakje (meestal bruin van kleur), maar dat zakje kan op twee manieren aan het lichaam bevestigd zitten.

#### Eendelig systeem
Aan het zakje van het eendelige systeem zit een speciale ronde plaklaag. In deze laag zit geen opening, hierdoor is het zakje als het ware gesloten. Daarom moet eerst met een speciale meetkaart de doorsnee van de stoma gemeten worden. Aan de hand hiervan wordt in de plaklaag met een speciaal schaartje (een schaartje dat aan het uiteinde gebogen is) een opening in plaklaag geknipt, zodat de stoma hierdoorheen past. Hierbij moet ermee rekening gehouden worden dat de opening qua doorsnede circa 1 mm groter is dan de stoma. Dit is noodzakelijk om te voorkomen dat de plaklaag de bloedtoevoer naar de stoma afknelt. In het ergste geval zou hierdoor necrose kunnen ontstaan.

#### Tweedelig systeem
Dit zakje heeft ook een plaklaag, maar die zit niet van tevoren aan de stomazak vast. Deze plaklaag wordt eerst op de huid bevestigd zonder het zakje eraan. In deze plaklaag zit een groot gat. Het gat in de plaklaag wordt opengehouden door een plastic ring. Aan het stomazakje zit ook een plastic ring. De ring van het stomazakje en de plaklaag passen precies op elkaar, waardoor het zakje er als het ware aan vastgeklikt wordt.

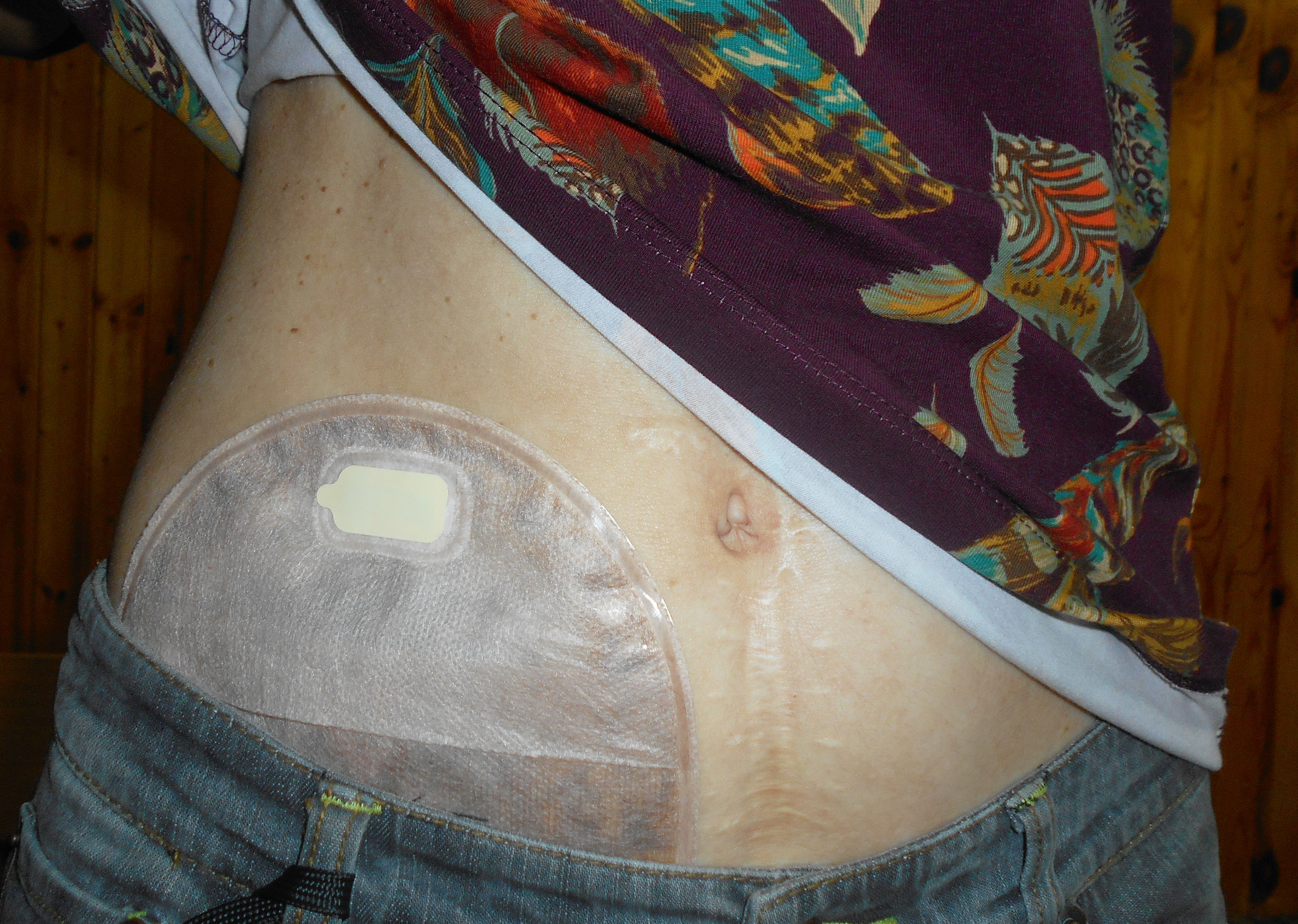
Een stomazakje aan een ileostoma
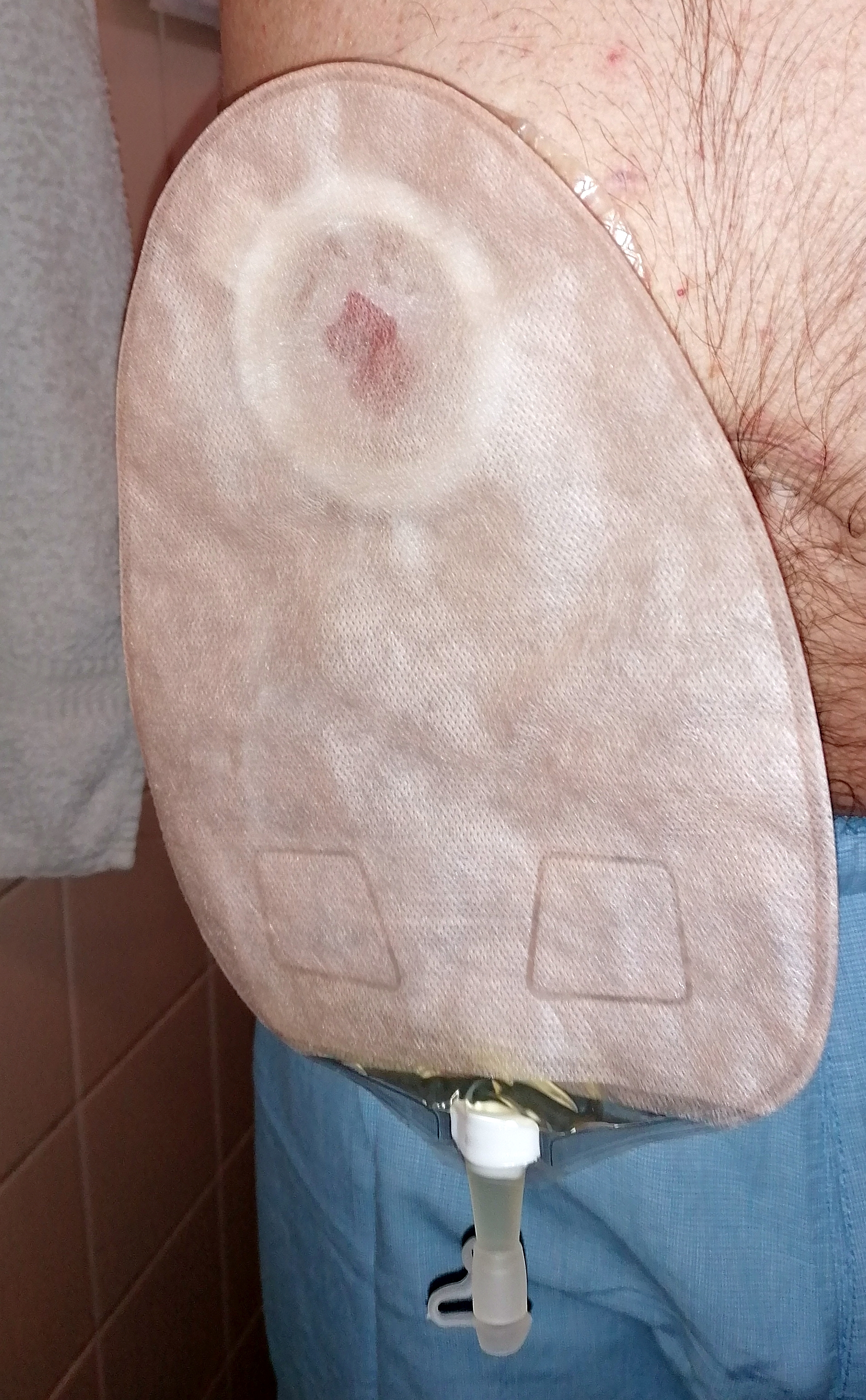
Urostoma opvangsysteem (open systeem)
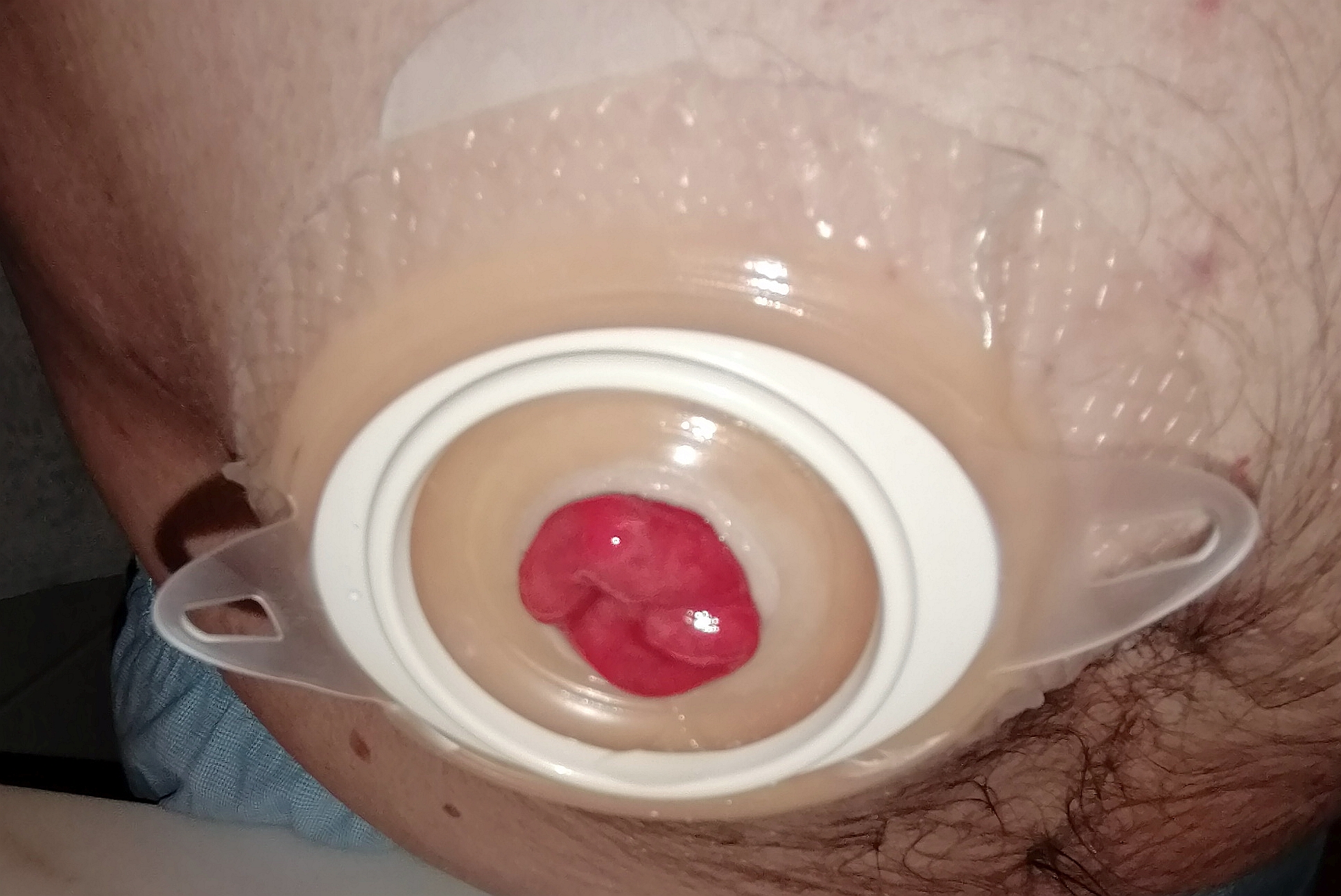
Urostoma en huidplak (tweedelig systeem)
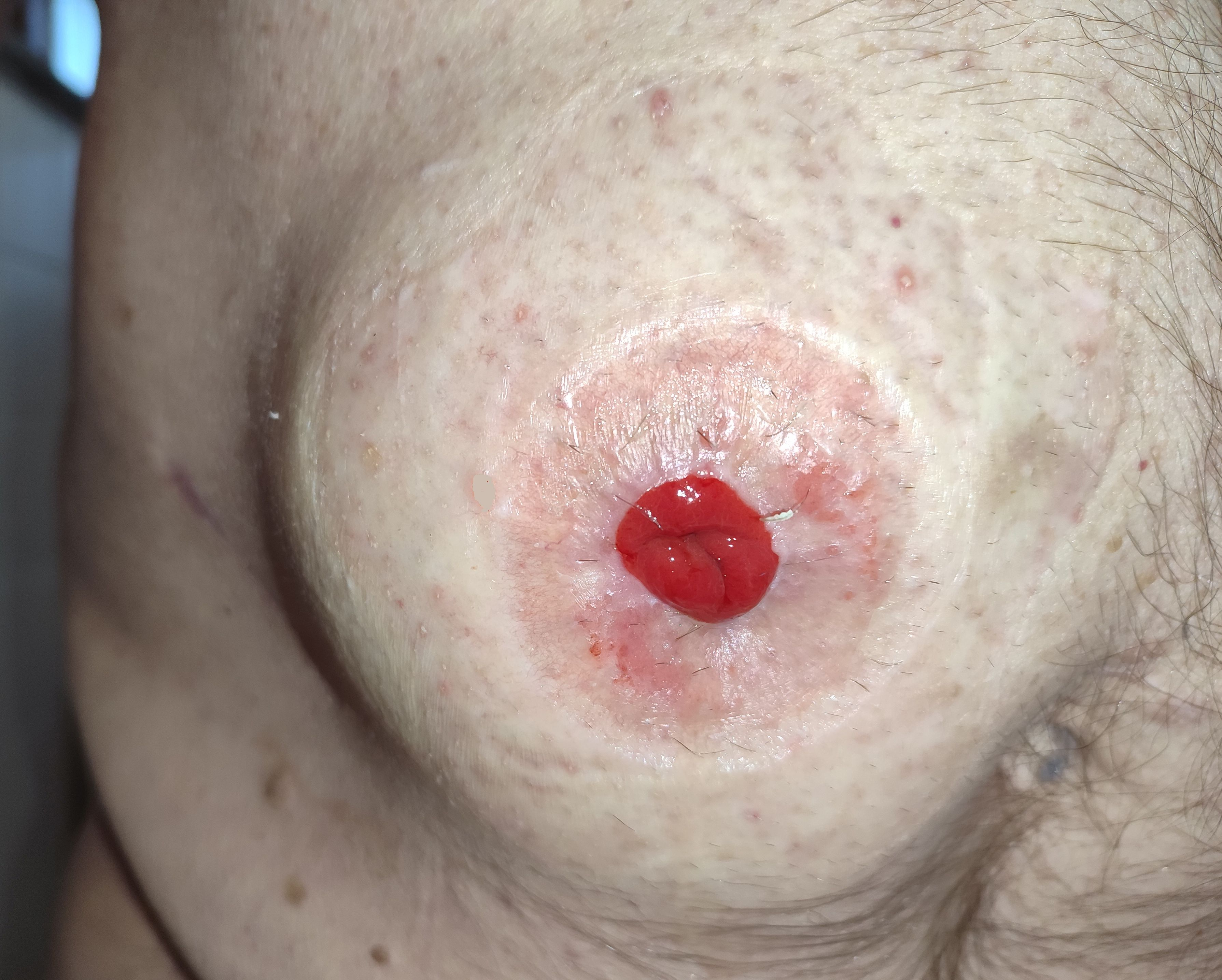
Frontaal aanzicht van een stomabreuk
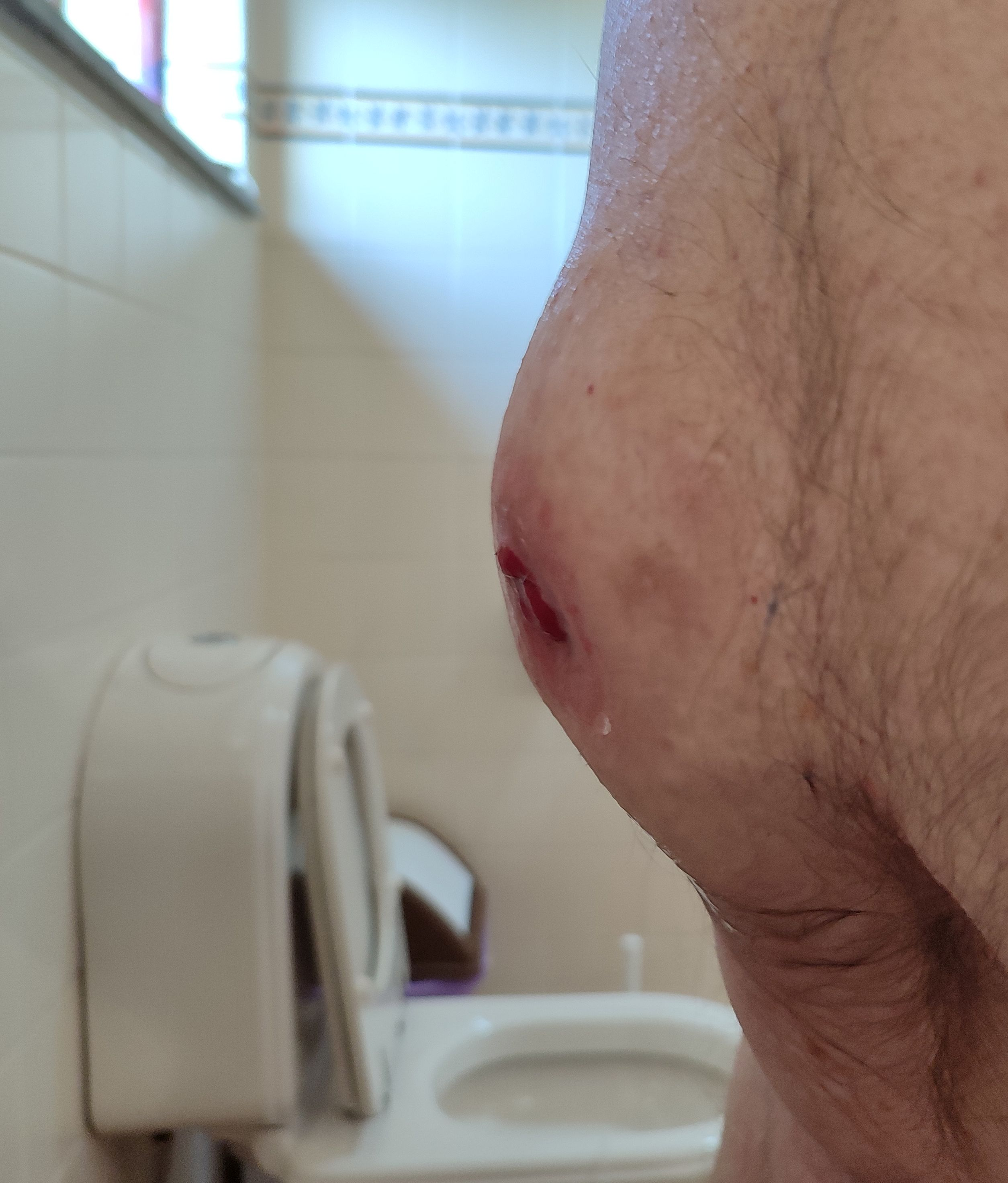
Zijdelings aanzicht van een stomabreuk

### Opvangmateriaal
Er bestaan twee soorten stomazakjes voor colon-, ileo- en urostoma's:
- Open systeem; het stomazakje heeft een mogelijkheid tot openen onder in het zakje, waardoor bij het legen het stomazakje er niet af gehaald hoeft te worden en hergebruikt kan worden. Het nadeel bij colon- en ileostoma's is dat er na het legen ontlasting in het stomazakje achterblijft.
- Gesloten systeem; dit systeem heeft geen mogelijkheid tot openen. Het stomazakje moet zeer regelmatig vervangen worden. Het stomazakje kan in principe niet hergebruikt worden. Sommige stomapatiënten willen de zakjes wel hergebruiken en spoelen ze uit. Het risico hierbij is dat door onvoldoende hygiënisch werken er een ontsteking van de stoma zou kunnen ontstaan.

## Verzorging

### Colon-, ileo- en urostoma
Bij de verzorging van de stoma dient rekening gehouden te worden met een aantal punten:
- indien het stomazakje verwijderd is en de stoma in direct contact met de buitenlucht staat, is het verstandig een nat verbandgaas op de stoma te leggen. Hierdoor beschermt men de stoma en wordt tegengegaan dat uitwerpselen uit de opening komen.
- uitwerpselen mogen niet in contact komen met de huid om de stoma heen.
- in de plaklaag mogen geen vouwen zitten omdat dit huidirritatie of lekkage kan veroorzaken.
- zo nodig kunnen reukfilters aan of in het zakje aangebracht worden.
- de huid rond de stoma wordt met lauwwarm water gewassen. Door van de stoma af te wassen kan worden voorkomen dat er vuil in komt.
- voorzichtig wegscheren van haren rond het stoma kan huidirritatie en ontstekingen voorkomen.

### Tracheostoma
Onderscheid moet gemaakt worden in 'tracheostoma' en een 'tracheotomie'. 
Bij een tracheostoma is operatief de anatomie in de hals ingrijpend veranderd ('totale laryngectomie') en is de luchtpijp eindstandig eindigend in de hals gehecht. Het betreft hier een irreversibel (tracheo-)stoma. De vorm van dit stoma is meestal niet afhankelijk van de aanwezigheid van een canule. Er kunnen wel andere redenen zijn om een canule in het tracheostoma te gebruiken. Een tracheostoma kan krimpen en daarom krijgen meeste mensen met een tracheostoma het advies om met voorgeschreven regelmaat een enkelwandige canule te dragen. Het dragen van een filter voor het tracheostoma wordt aangeraden. Filters zijn in alle vormen en maten te bestellen bij de farmaceutische industrie.

#### Tracheacanule
Een tracheastoma bestaat uit drie gedeeltes: een buitencanule, binnencanule en een voerder. De twee laatste kunnen tijdens de verzorging losgemaakt en schoongemaakt worden. De buitencanule mag niet verwijderd worden. Deze houdt namelijk de tracheastoma open. Als deze verwijderd wordt, schiet de stoma dicht en kan de patiént niet meer ademhalen. Ervaren hulpverleners kunnen meestal het terug inbrengen van en buitencanule anders dient zo snel mogelijk professionele hulp ingeschakeld te worden.
Bij een tracheotomie is de aanwezigheid van een canule van groot belang om de vorm en functie van de opening naar de luchtpijp in stand te houden. De canule in een tracheotomie is daarom ook altijd dubbelwandig samengesteld waarbij de binnencanule verwijderd kan worden voor schoonmaak en de buitencanule altijd op z'n plaats moet blijven zitten (tenzij de verzorgende of patiënt zelf toestemming en instructies heeft gekregen van de arts over het verwijderen en terugplaatsen ervan).Zeer regelmatig moet gecontroleerd worden of de fixatie van de buitencanule (met een bandje om de hals of middels hechtingen door de huid) absoluut zeker is. De binnencanule moet met een voorgeschreven regelmaat schoongemaakt worden om blokkering van de binnencanule met slijm te voorkomen. Regelmatig sprayen in de canule met fysiologisch zout 0,9% wordt geadviseerd als slijm, wat opgehoest moet worden, taai is en moeite kost om uit de canule te hoesten. Het dragen van een filter op de canule is raadzaam.

## Observeren
Tijdens de verzorging zijn de volgende observatiepunten van belang:
- lekkage
- kleur van de stoma (necrose of eventuele ontstekingen)
- bloedingen
- juiste situering van de stoma; komt er misschien een deel van de darm naar buiten?
- bestaan of groei van een parastomale hernia (stomabreuk)
- zwelling van de stoma
- vulling van het zakje
- uitwerpselen worden geobserveerd op geur, kleur en hoeveelheid
- huidirritatie.